# Jacopo Bassano

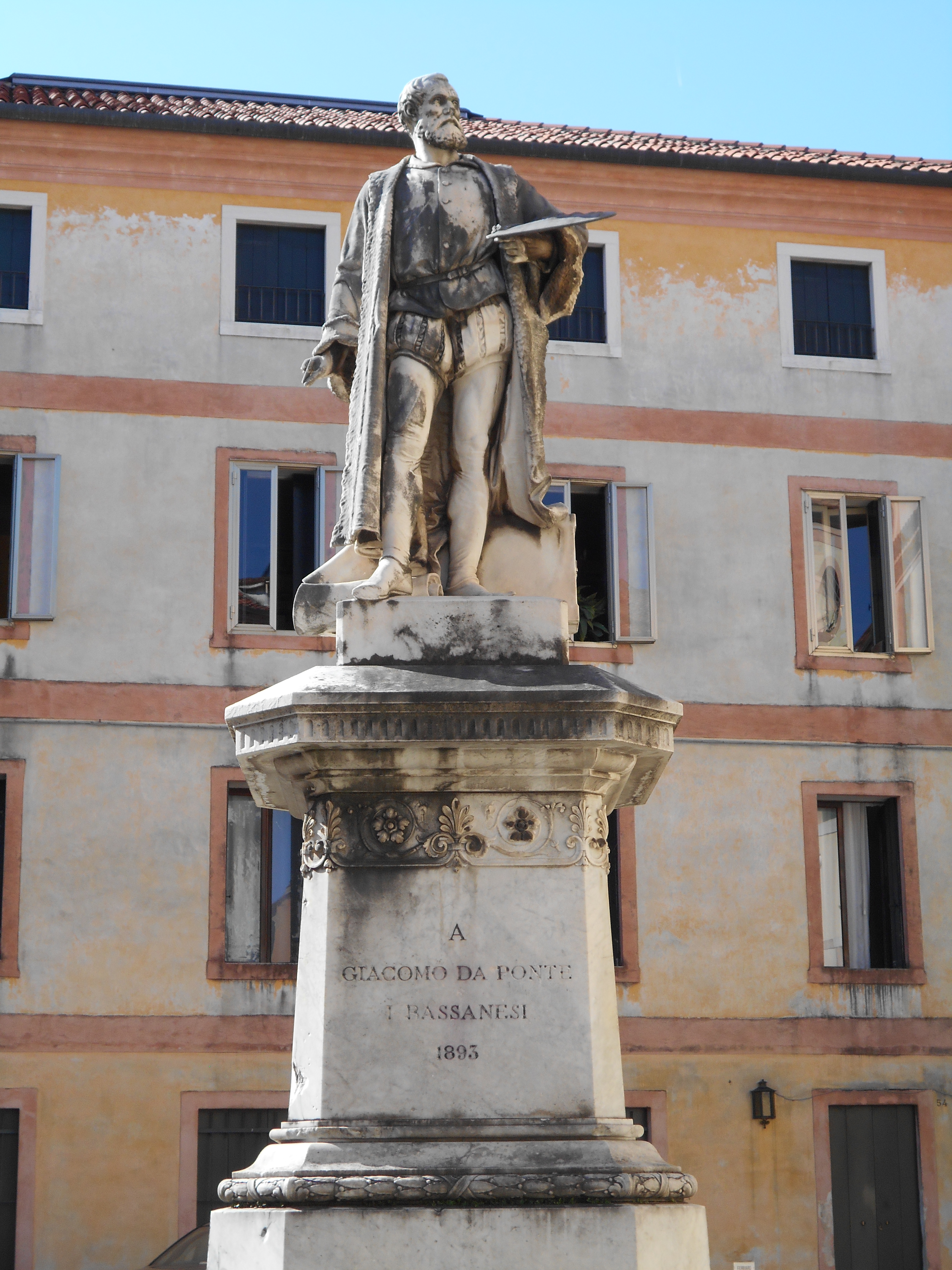
Monumento a Jacopo da Ponte, Bassano del Grappa

Jacopo dal Ponte, detto Jacopo Bassano (Bassano del Grappa, 1515 circa – Bassano del Grappa, 13 febbraio 1592), è stato un pittore italiano della Repubblica di Venezia, esponente della pittura veneta.

## Biografia
Nacque a Bassano dal pittore Francesco dal Ponte, poi detto il Vecchio, e dalla sua prima moglie Lucia Pizzardini. La tradizionale data di nascita nel 1510, tramandata da Ridolfi, è stata posticipata di cinque anni da Alessandro Ballarin sulla base di alcune evidenze documentarie.
Nel 1546 sposò Elisabetta Merzari († 5 settembre 1601), dalla quale ebbe otto figli: Francesco Alessandro (3 gennaio 1547 – marzo 1547), Francesco Giambattista detto il Giovane (7 gennaio 1549 – 2 luglio 1592), Giustina (27 dicembre 1551 – 22 luglio 1558), Giovanni Battista (4 marzo 1553 – 9 marzo 1613), Benedetta Marina (21 marzo 1555), Leandro (10 giugno 1557 – 15 aprile 1622), Silvia Giustina (17 aprile 1560) e Gerolamo (3 giugno 1566 – 8 novembre 1621). Tutti i figli maschi diventeranno pittori, così come il nipote Jacopo Apollonio, figlio di Marina e Apollonio Apolloni.
La mancanza di testimonianze di suoi spostamenti, esclusi alcuni viaggi a Venezia, ha fatto supporre che per tutta la vita abbia risieduto a Bassano, dove morì nel 1592.

### Formazione e prima attività

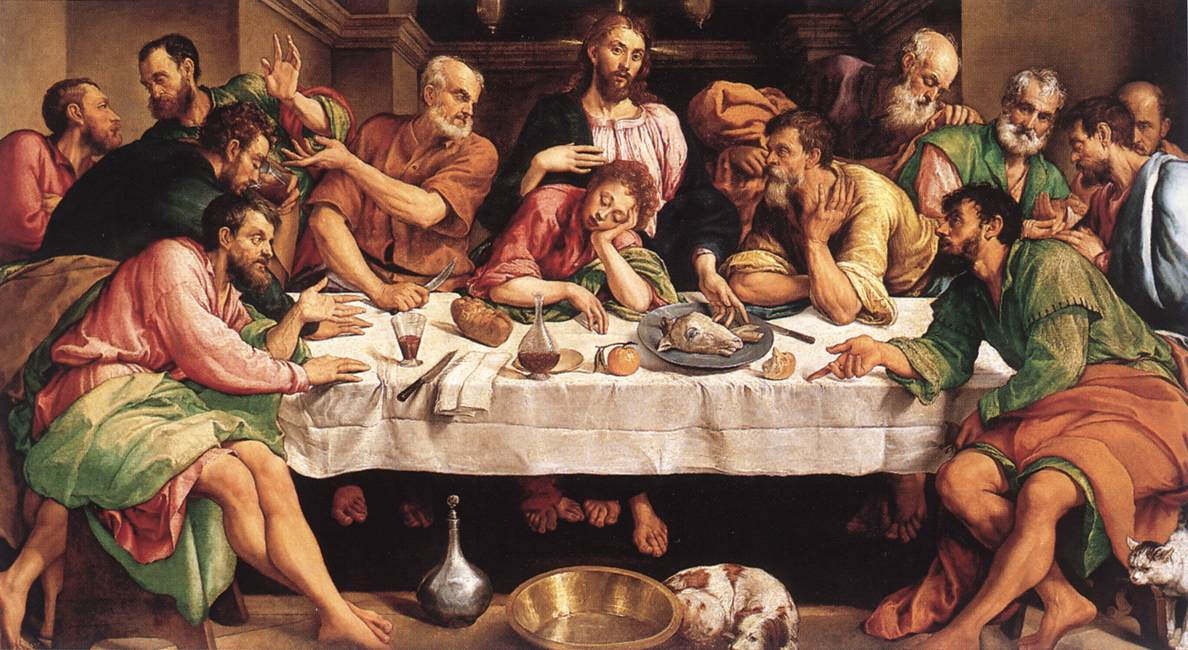
Ultima cena, 1546 circa, Roma, Galleria Borghese.

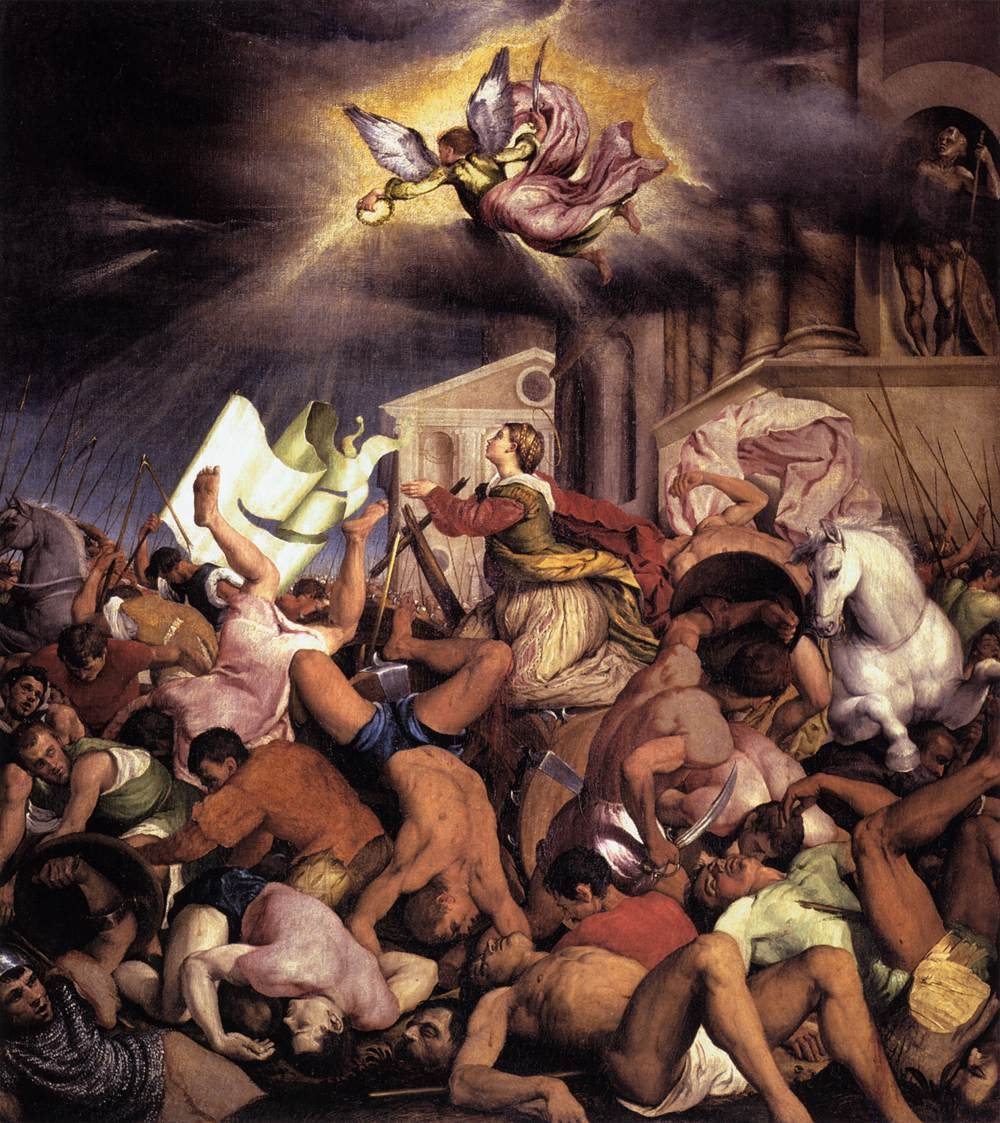
Martirio di santa Caterina d'Alessandria, 1544, Bassano del Grappa, Museo Civico.

Si formò inizialmente presso il padre, modesto pittore originario di Gallio e capostipite della famiglia. Secondo la biografia che ne pubblicò Carlo Ridolfi, poi si trasferì a Venezia per apprendere i segreti del mestiere nella bottega di Bonifacio de' Pitati.
Dopo questo breve soggiorno ritornò in patria e si inserì nell'impresa familiare, assumendo progressivamente un ruolo di primo piano. Nel 1535 realizzò tre grandi tele per il Palazzo pubblico di Bassano, raffiguranti Cristo e l'adultera, I tre fanciulli nella fornace ardente e Susanna e i vecchioni, nelle quali all'influenza del maestro si unisce un'attenta resa del dato naturalistico ed emergono influssi dell'opera di Tiziano e Lorenzo Lotto.
Tra il 1535 e il 1540 si avvicinò alla plasticità del Pordenone. Di questo periodo sono il Sansone e i filistei, oggi a Dresda, e l'Adorazione dei Magi, oggi alla Burghley House.
Alla morte del padre, avvenuta intorno al 1539, assunse la guida della bottega, nella quale lavorava anche suo fratello Giambattista.

### Lo studio dei grandi modelli centro-italiani
Nel 1541 il consiglio comunale gli concesse l'esenzione dalle tasse, e da ciò risulta che questi era capo di famiglia e che quindi il padre Francesco era morto.
Dagli anni Quaranta si accostò alla pittura manieristica, soprattutto a quella di Francesco Salviati; tra il 1540 e il 1550 eseguì il Martirio di santa Caterina d'Alessandria oggi nel Museo civico di Bassano, la Decollazione del Battista di Copenaghen, con figure affilate e affusolate inserite in una scena rarefatta, l'Andata al Calvario, dove il paesaggio è ripreso dalle incisioni tedesche, l'Adorazione dei pastori di Hampton Court e il Riposo durante la fuga in Egitto di Milano.
Su richiesta della famiglia Zamperetti, dipinse nel periodo 1558-60 un ritratto postumo del principe Arnaldo Zamperetti da Cornedo (vissuto tra i sec XI e XII), oggi conservato al Museo Staatliche, Gemäldegalerie di Berlino.
Tra il 1550 e il 1560 realizzò l'Ultima Cena della Galleria Borghese di Roma, in cui riprese lo stile luministico del Tintoretto.

### La nascita del dipinto biblico-pastorale
Dall'inizio degli anni Sessanta in poi Jacopo creò un nuovo tipo di immagini, indicate negli studi come "dipinti biblico-pastorale". Vi illustrò storie tratte dall'Antico e dal Nuovo Testamento, ambientandole nel paesaggio e arricchendole di elementi ispirati dall'osservazione della vita della campagna veneta, che riscossero grande successo in Italia e all'estero. 
Tuttavia, pur essendo ancorati a convenzioni pastorali e caratterizzati da iconografie religiose, questi dipinti sono spesso espressione di una preoccupazione più immediata per la trasformazione del paesaggio agricolo veneziano. Ispirandosi alle teorie dell'agronomia veneziana contemporanea, molti dipinti di questo periodo rappresentano scene agricole. Alcuni affrontano persino questioni di cattiva gestione agricola.

### L'affermazione della pittura bassanesca
La produzione iniziò a incrementarsi soprattutto dopo l'ingresso in bottega dei figli maschi dell'artista, che spesso ne replicarono le composizioni di maggiore successo.
Produsse quadri nella bottega di famiglia, insieme ai figli, fino alla scomparsa.

## Elenco delle opere

### Anni Trenta
- 1531-1532 circa - Cacciata dei mercanti dal tempio, olio su tela, già Christie's (8/7/2008; 24/4/2009).
- 1534 - Fuga in Egitto, olio su tela, Bassano del Grappa, MBA.
- 1534 -1535 circa - Madonna in trono col Bambino tra i santi Caterina e Zeno, olio su tela, Lusiana, chiesa parrocchiale di Santa Caterina di Lusiana.
- 1534 -1535 circa - Madonna in trono col Bambino tra le sante Caterina e Maria Maddalena, olio su tela, Vicenza, Pinacoteca Civica di Palazzo Chiericati.
- 1536 - Cristo e l'adultera, olio su tela, Bassano del Grappa, MBA.
- 1536 - Sidrac, Midrac e Abdenago nella fornace ardente, olio su tela, Bassano del Grappa, MBA.
- 1536 - Susanna e i vecchioni, olio su tela, Bassano del Grappa, MBA.
- 1536 - Madonna in trono col Bambino, con i santi Lucia, Matteo con l'angelo, Francesco e il podestà Matteo Soranzo con la figlia Lucia e il fratello Francesco, olio su tela, Bassano del Grappa, MBA.
- 1536 -1537 - San Vigilio in gloria e i santi Giovanni Battista e Girolamo, olio su tela, Pove del Grappa, Chiesa parrocchiale.
- 1537 - Decorazione freschiva, affresco, Santa Croce Bigolina, chiesetta di Santa Lucia.
- 1537-1538 - Deposizione (attr. a Jacopo Da Ponte), olio su tela, Crosara, chiesa di San Luca.
- 1537-1538 - Decorazione freschiva, affresco, Cittadella, chiesa parrocchiale.
- 1538 circa - Cena in Emmaus, olio su tela, cm 235 × 250, Cittadella, Museo del Duomo
- 1538 circa - Cena in Emmaus, olio su tela, Fort Worth, Texas, Kimbell Art Museum.
- 1538 circa - Madonna in trono col Bambino tra i santi Zeno e Giovanni Battista, olio su tela, Borso del Grappa, chiesa parrocchiale.
- 1538 circa - Martirio di san Marco, olio su tela, Hampton Court, Royal Collection.
- 1538-1543 circa - Andata al Calvario, olio su tela, cm 82 × 118,7, Cambridge, Fitzwilliam Museum.
- 1539 - Decorazione della facciata di Casa Dal Corno a Bassano, affresco, Bassano del Grappa, MBA.
- 1539 circa - Cristo tra i dottori, olio su tela, cm 116 × 174, Oxford, Ashmolean Museum.
- 1539 circa - Sansone lotta contro i Filistei, olio su tela, Dresda, Gemäldegalerie.

### Anni Quaranta
- 1540 circa - Salita al Calvario, olio su tela, cm 145 × 133, Londra, National Gallery.
- 1541 - Sant'Anna in trono con la Vergine bambina tra i santi Girolamo e Francesco, Venezia, Gallerie dell'Accademia.
- 1540-1542 - Ritratto di francescano con un teschio, olio su tela, cm 81 × 69, Fort Worth (Texas), Kimbell Art Museum.
- 1542 - Sant'Orsola tra i santi Valentino e Giuseppe, Bassano del Grappa, MBA.
- 1540-1545 circa - Madonna col Bambino, olio su tela, Detroit, Detroit Institute of Arts.
- 1542 - Adorazione dei Magi, olio su tela, cm 183 × 236, Edimburgo, National Gallery of Scotland.
- 1542-1543 - Madonna in trono col Bambino tra i santi Martino e Antonio abate, olio su tela, Monaco, Alte Pinakotek.
- 1542-1543 - Madonna in trono col Bambino tra i santi Bassiano e Francesco, Bassano del Grappa, MBA.
- 1544 - Martirio di santa Caterina, olio su tela, cm 160 × 139, Bassano del Grappa, MBA.
- 1544-1545 circa - Decollazione del Battista, olio su tela, cm 132 × 127, Copenaghen, Statens Museum for Kunst.
- 1544-1545 circa - Adorazione dei pastori, olio su tela, cm 139,5 × 219, Hampton Court Palace, Royal Collection.
- 1544-1545 circa - Fuga in Egitto, olio su tela, cm 123 × 196, Pasadena, Norton Simon Museum.
- 1545 circa - Adorazione dei pastori, olio su tela, cm 95 × 145, Venezia, Gallerie dell'Accademia.
- 1545 circa - Madonna col Bambino e san Giovannino, olio su tela, cm 79 × 60, Firenze, Galleria degli Uffizi.
- 1545 - Pesca miracolosa, olio su tela, cm 143,5 × 243,7, Washington, National Gallery of Art.
- 1545-1550 - Madonna con Bambino e i santi Giacomo Maggiore e Giovanni Battista, olio su tela, cm 191 × 134, Monaco, Alte Pinakothek.
- 1546 - Noli me tangere, olio su tela, Onara, Chiesa parrocchiale di San Biagio.
- 1547 - Santissima Trinità, olio su tela, Bassano del Grappa, Chiesa parrocchiale della SS. Trinità.
- 1547 - Buon samaritano, olio su tela, Hampton Court, Royal Collection.
- 1548-1549 - Due bracchi legati al tronco di un albero, olio su tela, cm 61 × 80, Parigi, Musée du Louvre.
- 1548-1549 - Madonna in gloria tra i santi Antonio abate e Ludovico, olio su tela, Asolo, Duomo.
- 1548-1549 - Madonna col Bambino, olio su tela, Detroit, Detroit Institute of Arts.

### Anni Cinquanta
- 1550 circa - Ritratto d'uomo barbuto, olio su tela, cm 69 × 25, Los Angeles, J. Paul Getty Museum.
- 1550 - 1555 - Salita al Calvario, olio su tela, cm 94 × 114, Budapest, Museum of Fine Arts.
- 1553 - 1554 - Adorazione dei pastori, olio su tela, cm 76 × 94, Roma, Galleria Borghese.
- 1554 - Lazzaro e il ricco Epulone, olio su tela, cm 146 × 221, Cleveland, Cleveland Museum of Art.
- 1555 circa - Due cani, olio su tela, cm 85 × 126, Firenze, Galleria degli Uffizi.
- 1556 - San Gerolamo, olio su tela, cm 119 × 154, Venezia, Gallerie dell'Accademia.
- 1556 circa - San Cristoforo, olio su tela, L'Avana, Museo Nacional de Bellas Artes.
- 1556 - 1557 - Adorazione del Bambino e gli angeli con gli strumenti della Passione, olio su tela, cm 99,3 × 75,7, Vicenza, Pinacoteca Civica di Palazzo Chiericati.
- 1558 - San Giovanni Battista nel deserto, Bassano del Grappa, MBA.
- 1558 circa - Annunzio ai pastori, olio su tela, Washington, National Gallery of Art.
- 1558 - Ritratto del Principe Arnaldo Zamperetti da Cornedo, Berlino, Museo Staatliche, Gemäldegalerie.
- 1559 circa - Discesa dello Spirito Santo, Bassano del Grappa, MBA.

### Anni Sessanta
- 1560 circa - Annunzio ai pastori, olio su tela, Leicestershire, Belvoir Castle.
- 1560 circa - Pecora e agnello, olio su tela, cm 30 × 51, Roma, Galleria Borghese.
- 1560 circa - Scena pastorale, olio su tela, cm 139 × 129, Madrid, Museo Thyssen-Bornemisza.
- 1560 circa - Santa Giustina in trono con i santi Sebastiano, Antonio abate e Rocco, olio su tela, Enego, Chiesa parrocchiale.
- 1560 circa - Partenza di Giacobbe per Canaan, olio su tela, Hampton Court, Royal Collection.
- 1561 circa - San Pietro e san Paolo, olio su tela, Modena, Galleria Estense.
- 1561 circa - Madonna col Bambino tra i santi Antonio abate e Giovanni Battista, olio su tela, Helsinki, Sinebrychoff Art Museum
- 1561 circa - Parabola del seminatore, olio su tela, Madrid, Museo Thyssen-Bornemisza.
- 1562 circa - Adorazione dei pastori, olio su tela, Roma, Galleria di Palazzo Corsini.
- 1560 - 1565 - Madonna col Bambino e san Giovannino, olio su tela, cm 73,7 × 84,5, Chicago, Art Institute of Chicago.
- 1565 circa - Pala di sant'Eleuterio, Venezia, Gallerie dell'Accademia.
- 1562-1563 - Crocifissione, olio su tela, Treviso, Museo di Santa Caterina.
- 1562-1563 - Buon samaritano, olio su tela, Londra, National Gallery.
- 1563 circa - Tamar condotta al rogo, olio su tela, Vienna, Kunsthistorisches Museum.
- 1563 - 1564 circa - Adorazione dei Magi, olio su tela, cm 92,3 × 117,5, Vienna, Kunsthistorisches Museum.
- 1568 - Adorazione dei pastori con i santi Vittore e Corona detta Presepe di San Giuseppe, Bassano del Grappa, MBA.
- 1568 - 1569 circa - Cacciata dei mercanti dal tempio, olio su tela, cm 149 × 233, Madrid, Museo del Prado.
- 1569 circa - Arca di Noè, Madrid, Museo del Prado.

### Anni Settanta
- 1570 - Entrata degli animali nell'arca di Noè, olio su tela, cm 207 × 265, Madrid, Museo del Prado.
- 1570 - La Madonna in gloria appare a san Rocco che guarisce gli appestati, olio su tela, cm 350 × 210, Milano, Pinacoteca di Brera.
- 1571 circa - Adamo ed Eva nel paradiso dell'Eden, olio su tela, cm 77 × 109, Roma, Galleria Doria Pamphilj.
- 1571 - Martirio di san Lorenzo, Belluno, Duomo.
- 1572 circa - Mosè e il roveto ardente, olio su tela, cm 95 × 167, Firenze, Galleria degli Uffizi.
- 1573 - I rettori di Vicenza inginocchiati di fronte alla Madonna in trono tra i santi Marco e Vincenzo, olio su tela, cm 342 × 519, Vicenza, Pinacoteca Civica di Palazzo Chiericati.
- 1573 - San Marco in gloria tra i santi Giovanni Evangelista e Bartolomeo, olio su tela, Cassola, Chiesa parrocchiale.
- 1573 - Partenza di Abramo per Canaan, olio su tela, cm 162 × 206,5, El Escorial, Monastero de San Lorenzo.
- 1574 circa - Sacrificio di Noè, olio su tela, Potsdam-Sanssouci, Staatliche Schlösser und Gärten.
- 1574 - La predica di san Paolo, olio su tela, Marostica,  Chiesa parrocchiale di Sant'Antonio, eseguito in collaborazione con il figlio Francesco.
- 1574 - Trasporto di Cristo, Padova, chiesa di Santa Maria in Vanzo.
- 1575 circa - San Valentino battezza santa Lucilla, olio su tela, Bassano del Grappa, MBA.
- 1575 - Decorazione freschiva, affresco, Cartigliano, Chiesa parrocchiale dei Santi Simone e Giuda, eseguito in collaborazione con il figlio Francesco.
- 1575 circa - Incontro di Anna e Gioacchino alla Porta Aurea, con la predella raffigurante Madonna della Misericordia Civezzano (TN), chiesa di Santa Maria Assunta.
- 1575 circa - Predica di san Giovanni Battista, con la predella raffigurante la Decapitazione di san Giovanni Battista, Civezzano (TN), chiesa di Santa Maria Assunta.
- 1575 circa - Matrimonio mistico di santa Caterina, con la predella raffigurante la Santa Caterina e il miracolo della ruota, Civezzano (TN), chiesa di Santa Maria Assunta.
- 1575-1577 - La Deposizione, olio su tela, dopo la crocifissione Gesu' cristo scende dalla croce, Museo del Louvre, opera esposta adiacente alla Gioconda. https://collections.louvre.fr/en/ark:/53355/cl010060961
- 1576 - I santi Antonio e Crescenzio intercedono presso la Madonna dopo la piena del fiume Colmeda, Feltre, chiesa di Santa Maria degli Angeli.
- 1576 - Madonna in trono col Bambino, il podestà Sante Moro e san Rocco, Bassano del Grappa, MBA.
- 1576 circa - firmato con Francesco, Cristo in casa di Marta e Maria, Houston, Sarah Campbell Blaffer Foundation.
- 1576 circa - firmato con Francesco, Ritorno del figliuol prodigo, Roma, Galleria Doria-Pamphilj.
- 1577 circa - Ritratto del doge Sebastiano Venier, Bassano del Grappa, MBA.
- 1576 - 1580 - Adorazione dei Magi, olio su tela, cm 125 × 140, Roma, Galleria Borghese, in collaborazione con il figlio Leandro.
- 1578 - 1580 - San Martino e il povero con sant'Antonio abate, Bassano del Grappa, MBA.

### Ultimo decennio
- 1580 circa - Paradiso, Bassano del Grappa, MBA.
- 1580 circa - Ritorno di Giacobbe con la sua famiglia, olio su tela, cm 150 × 205, Venezia, Palazzo Ducale.
- 1580 - Madonna col Bambino in gloria e le sante Agata e Apollonia, Bassano del Grappa, MBA.
- 1585 circa - L'elemento dell'Acqua, olio su tela, Sarasota, The John and Mable Ringling Museum of Art.
- 1585 - Susanna e i vecchioni, olio su tela, cm 85 × 125, Nîmes, Musée des Beaux-Arts.
- 1585 - 1592 - Diana e Atteone, olio su tela, cm 63,6 × 68,7, Chicago, Art Institute of Chicago.
- 1590 circa - Martirio di San Lorenzo, olio su tela, Poggiana di Riese, Chiesa parrocchiale
- 1590 - 1592 - Battesimo di Cristo, olio su tela, cm 192 × 160, New York, Metropolitan Museum of Art (acquisto 2009).
- Madonna tra San Gregorio Papa e San Pietro, chiesa dell'Annunciazione della Beata Vergine Maria di Quero

## Mostre
- Jacopo Bassano, Venezia, Palazzo Ducale, 1957.
- Jacopo Bassano c.1510-1592, Bassano del Grappa, Museo Civico, 5 settembre-6 dicembre 1992 e Fort Worth (Texas), Kimbell Art Museum, 23 gennaio-25 aprile 1993.
- Jacopo Bassano e lo stupendo inganno dell'occhio, Bassano del Grappa, Museo Civico, 6 marzo-13 giugno 2010.
- I Bassano ai raggi x, Bassano del Grappa, Museo civico, 2011.
- Jacopo Bassano Venetian Renaissance Master, Helsinki, Sinebrychoff Art Museum, 12 settembre 2024-12 gennaio 2025.

## Omaggi
Jacopo Bassano viene ricordato da Mario Rigoni Stern in una lettera contenuta in Aspettando l'alba.
A lui viene intitolato il Liceo J. Da Ponte di Bassano, inaugurato nel 1953.